# 웨스 클레멘츠
웨슬리 웨인 클레멘츠(Wesley Wayne Clements, 1958년 5월 26일 ~ )는 미국의 전 야구 선수이자, 현 KBO 리그 한화 이글스의 수석코치이다.

## 선수 시절

### 미국 프로야구 시절
1980년에 휴스턴 애스트로스에 입단하였다.

### 멕시코 프로야구 시절
1986년에 알고도네로스 데 우니온 라구나에 입단하였다.

## 야구선수 은퇴 후
미국 마이너 리그의 여러 팀에서 코치, 감독으로 활동했고, 미국의 야구 해설위원으로도 활동했다. 2022년부터 한화 이글스의 수석코치로 활동한다.